# Bemusterung (Architektur)
Die Bemusterung beschreibt im Bauwesen die Phase während eines Hausbaus, in der die Bauherren sich bezüglich der gestaltungsflexiblen Baubestandteile entscheiden.

## Bemusterungsbereiche
Die Bemusterung betrifft folgende Elemente des Hauses:
Außenbereich
- Zaun
- Eingangstür
- Zugang/Einfahrt zum Haus
- Abstellplatz für Mülltonnen
- Garage
- Dachziegel
- Dachrinne
- Fassadenanstrich
- Sonnenschutz/Rollladen
- Fenster
- Briefkasten
- Außenlicht

Innenbereich
- Bodenbelag
- Wandbehang
- Fußbodenbelag
- Zimmertüren
- Türklinken
- Sanitäranlage
- WC-Anlage
- Waschbeckenarmatur
- Dusche
- Badewanne
- Fliesen
- Treppen
- Elektroinstallationen
- Heizungsanlage

## Ablauf der Bemusterung
Die Bemusterung erfolgt zeitlich in den meisten Fällen nach Abschluss des Bauvertrags mit Hilfe eines Fachberaters in so genannten Bemusterungszentren. Alternativ kann die Bemusterung auch bei den einzelnen Fachhändlern einzelner Gewerke und Baufirmen, die vertraglich als Subunternehmer des Bauträgers fungieren, erfolgen. Hierbei werden den Bauherren alle in der Standardausstattung enthaltenden Materialien und Objekte der verschiedenen Bemusterungsbereiche präsentiert. Die Bemusterungsphase dauert insgesamt 3 bis 4 Tage und kann sich über mehrere Termine erstrecken. Mit Hilfe des Bemusterungsprotokolls werden die Entscheidungsdetails der Bauenden festgehalten und es dient als Rechtsgrundlage für die spätere Umsetzung.

## Aufbemusterung und Abbemusterung
Die Entscheidungen der Bauherren innerhalb der bauvertraglich enthaltenen Wahlmöglichkeiten von Ausstattungselementen sind preislich festgelegt. Haben die Auftraggeber den persönlichen Wunsch, von der Standardausstattung des Bauvertrags abzuweichen, hat dies Auswirkungen auf den Baupreis. Bei der Aufbemusterung besteht die Möglichkeit, gegen einen Aufpreis Teile des Innen- bzw. Außenbereichs des Hauses mit selbstgewählten, meist höherwertigen Materialien ausstatten zu lassen. 
Im Gegenzug können im Rahmen der Abbemusterung gegen eine entsprechende Kostengutschrift auch einzelne Leistungen aus dem Vertragsumfang entfernt werden. Dies kann der Fall sein, wenn den Hausbauern die Material- und Objektauswahl innerhalb eines Bemusterungsbereichs missfällt oder aber sie Kosten sparen möchten, indem sie teilweise in Eigenleistung und ohne Arbeit des Handwerkers ausbauen möchten.

## Probleme während der Bemusterung

### Mangelnde Vorbereitung der Bauherren
Die Bemusterung entscheidet maßgeblich über den späteren Wohnstil des Hauses und ist mit vielfältigen Entschlüssen verbunden. Oftmals kommt es bei den Bemusterungsterminen zu Schwierigkeiten in Form von Entscheidungsdiskussionen oder Meinungsverschiedenheiten zwischen den Bauherren. Dies kann zu nervlichen Belastungen, aber auch zeitlichen Engpässen während der Vor-Ort-Termine in den Fachgewerben führen. Es ist daher für die Betroffenen ratsam, bereits im Vorfeld des Ausstattungstermins die vertraglich festgehaltene Bau- und Leistungsbeschreibung des Hauses zu kennen und sich die eigenen Wünsche sowie offenen Fragen bewusst zu machen und aufzulisten. Da jeder Werkstoff Vor- und Nachteile besitzt, sollten diese mit entsprechender Recherche und Vergleichsarbeit sorgfältig gegeneinander abgewogen werden.

### Ungewollte Baukostenüberschreitungen durch Aufbemusterung
In den Leistungsbeschreibungen des Bauvertrags ist oftmals nur eine Grundausstattung an Materialien enthalten. Oftmals bieten die Vertreter der verschiedenen Gewerke den Kunden im Rahmen der Bemusterung sinnvolle Extras an, die jedoch nicht im Baupreis enthalten sind. Dadurch können große zusätzliche Kosten entstehen, die meistens bei der finanziellen Planung der Bauenden nicht einkalkuliert wurden. Die Bauherren sollten daher bereits vor Vertragsabschluss sicherstellen, dass der aufgeführte Ausstattungsstandard für sie akzeptabel ist und gegebenenfalls mit dem Bauträger Vertragsergänzungen verhandeln. Geschieht dies nicht, können durch die ungewollte Aufbemusterung unerwartete Mehrkosten entstehen.

### Meinungsverschiedenheiten zwischen Bauherren und Fachhändlern
Wenn es um die Realisierbarkeit bestimmter Wünsche geht, kommt es oftmals zu Unstimmigkeiten und Verständigungsproblemen zwischen den Bauherren und den Vertretern der verschiedenen Bemusterungsbereiche. Oftmals raten die Fachvertreter den Bauenden von speziellen Vorstellungen ab, da sie diese als nicht umsetzbar einordnen. 
Um die richtigen Entscheidungen zu treffen, ist es für die Bauenden ratsam, sich fundiertes und baurelevantes Wissen anzueignen. Hierbei können verschiedene Mittel wie vorgefertigte Bemusterungsleitfäden, Anstellung eines Innenarchitekten, Austausch mit anderen Bauenden sowie Literatur zu Hilfe gezogen werden.